# 短尾躥鼠
短尾躥鼠（Notomys amplus）是一種已滅絕的鼠類，棲息在澳洲中部近艾麗斯斯普林斯的岩石平原、灌木林及沙脊。牠們重約80克。最後的標本是於1896年發現，現存只有兩個標本。